# Miss República Dominicana 1963
El certamen Concurso Nacional de Belleza Señorita República Dominicana fue aguantado el 29 de enero de 1963. Había 14 delegadas en el concurso. La ganadora, Señorita República Dominicana o Señorita Azúcar escogida representará la República Dominicana en el Miss Universo 1963. Señorita Café fue al Miss Internacional 1963.  Señorita Merengue fue a la  Feria de la Chinita 1963.

## Resultados
| Resultados                         | Candidatas                                                                           |
| ---------------------------------- | ------------------------------------------------------------------------------------ |
| Señorita República Dominicana 1963 | Santiago - Carmen Abinader                                                           |
| Señorita Café                      | Espaillat - Norma Guzmán                                                             |
| Señorita Merengue                  | Puerto Plata - Laura Montoya                                                         |
| Semi-finalistas                    | Distrito Nacional - Marlene Overo La Vega - Elbira Sisco Pedernales - Emiliana Covas |

### Premios especiales
Mejor Rostro - Laura Montoya (Puerto Plata)

Miss Simpatía - Amada Mendoza (Valverde)

## Candidatas
| Representa         | Candidata                          | Oriunda                  |
| ------------------ | ---------------------------------- | ------------------------ |
| Azua               | Eva Ceneyda Fermín Rosalindo       | Azua de Compostela       |
| Distrito Nacional  | Marlene Fidelina Overo Prieto      | Santo Domingo            |
| Duarte             | Marilin Paolina Bustamante Reynosa | San Francisco de Macorís |
| Espaillat          | Norma Emma Guzmán Simo             | Moca                     |
| La Vega            | Ana Elbira Sisco Cariado           | Concepción de La Vega    |
| Nueva Era          | Andreína Agnes Posla Peralta       | Duvergé                  |
| Pedernales         | Emiliana Carina Covas Péran        | Pedernales               |
| Puerto Plata       | Laura Urea Montoya Castro          | Imbert                   |
| Salcedo            | Maite Mariala Ynoa Tatís           | Salcedo                  |
| Samaná             | Cariana Carlixta Tavarez Tomarillo | Santa Bárbara de Samaná  |
| Santiago           | Carmen Benicia Abinader de Benito  | San José de las Matas    |
| Santiago Rodríguez | Luisa Ricarda de la Cruz Gómez     | Monción                  |
| Seibo              | Viviana Juana Rioja Rojas          | Santa Cruz de El Seibo   |
| Valverde           | Amada Miguela Mendoza Amarís       | Santa Cruz de Mao        |